# Limnaecia polyactis
Limnaecia polyactis là một loài bướm đêm thuộc họ Cosmopterigidae. Loài này có ở Úc.